# Merlík (Dysphania)
Merlík (Dysphania) je rod rostlin tvořený asi 40 druhy, z nichž pět roste v přírodě České republiky. Většina těchto druhů byla předtím součásti rodu merlík (Chenopodium) a byly z něj vyřazeny pro odstranění parafyletismu. Pro rod Dysphania, do něhož původně patřilo pouze sedm až deset australských endemických druhů, se používá české jméno merlík.

## Ekologie
Nenáročné rostliny rostoucí kosmopolitně v tropických, subtropických i v teplých oblastech mírného pásma. Některé druhy dobře snášejí stanoviště na okrajích pouští a mnohým nevadí zasolená půda. Listy obsahují hodně silica z některých druhů (např. merlíku vonného se vaří léčivé čaje nebo se používají jako insekticidy proti hmyzu.

## Popis
Rostliny jednoleté nebo krátce vytrvalé, které jsou obvykle aromatické. Vyrůstají na nich žláznaté chloupky stopkaté, přisedlé nebo mnohobuněčné; některé rostliny jsou ale lysé. Lodyhy bývají poléhavé, vzestupné nebo vztyčené, obvykle se rozvětvují, u některých jsou spodní větve rozložené po zemi. Střídavě vyrůstající listy s řapíky mívají čepele lineární, kopinaté nebo vejčité, po obvodě laločnaté, zubaté neb pilovité a na vrcholu tupé či špičaté.
Drobné květy vyrůstají jednotlivé nebo v klubkách a skládají se do květenství lat nebo klasů. Jsou nejčastěji oboupohlavné a mívají v jednom přeslenu jeden až pět, u báze srostlých okvětních lístků (někdy považovaných za kalich), shodný je počet tyčinek s podélně se otvírajícími prašníky. Svrchní, jednodílný semeník s jediným vajíčkem má jednu až tři čnělky nesoucí laločnaté blizny. Květy bez nektaru jsou opylovány větrem.
Plodem je nažka často uzavřená v trvalém okvětí. Kulovité semeno je načervenale hnědé, s hladkým osemením a hojným perispermem.

## Taxonomie
V přírodě České republiky se trvale nebo příležitostně vyskytuje těchto 5 druhů merlíků z rodu Dysphania:
- merlík citrónový (Dysphania schraderianum (Schult.) Mosyakin & Clemants)
- merlík hroznový (Dysphania botrys (L.) Mosyakin et Clemants)
- merlík kýlnatý (Dysphania melanocarpa (J. M. Black) Mosyakin & Clemants)
- merlík trpasličí (Dysphania pumilio (R. Br.) Mosyakin & Clemants)
- merlík vonný (Dysphania ambrosioides (L.) Mosyakin et Clemants).[2][6]

## Galerie

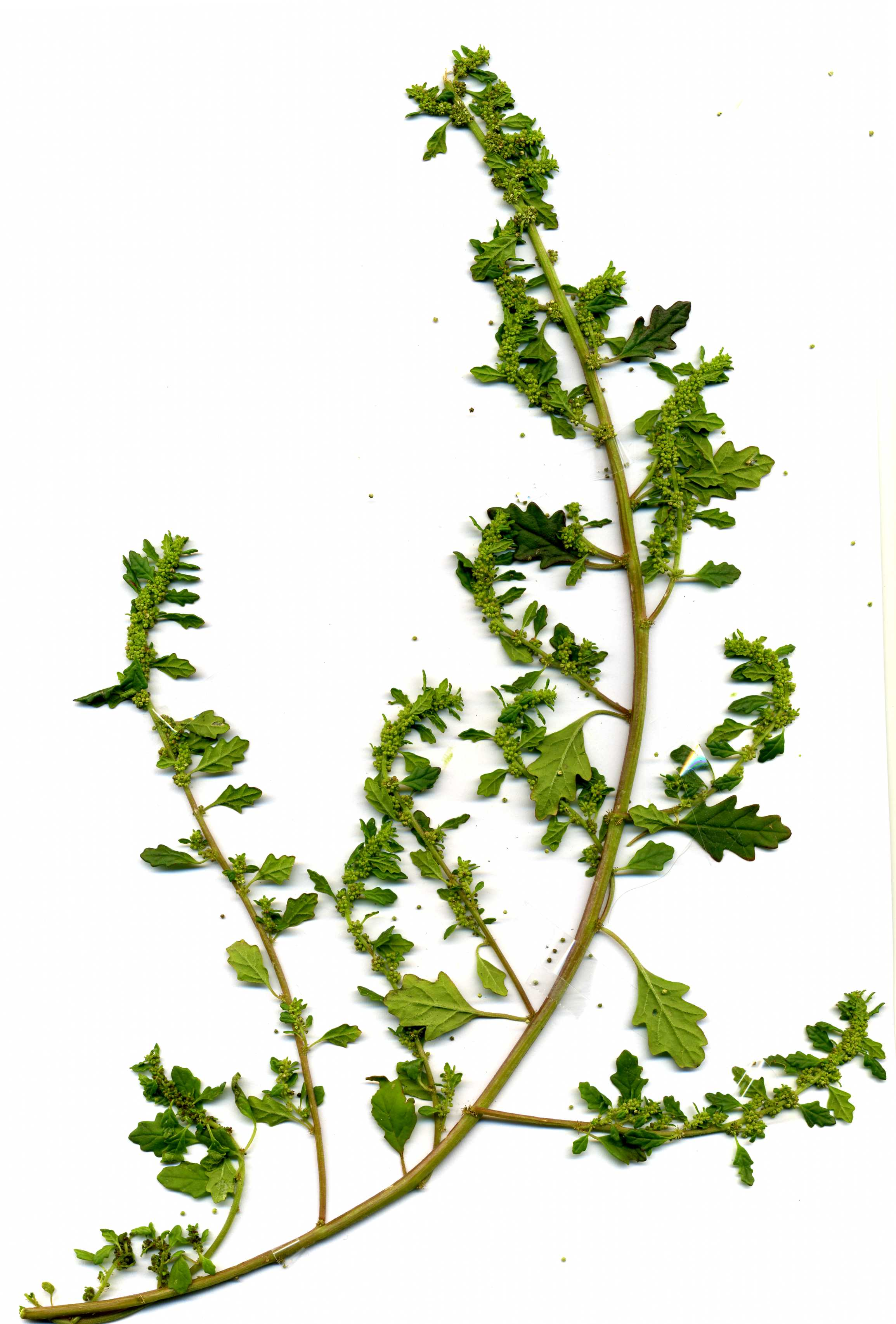
Merlík trpasličí
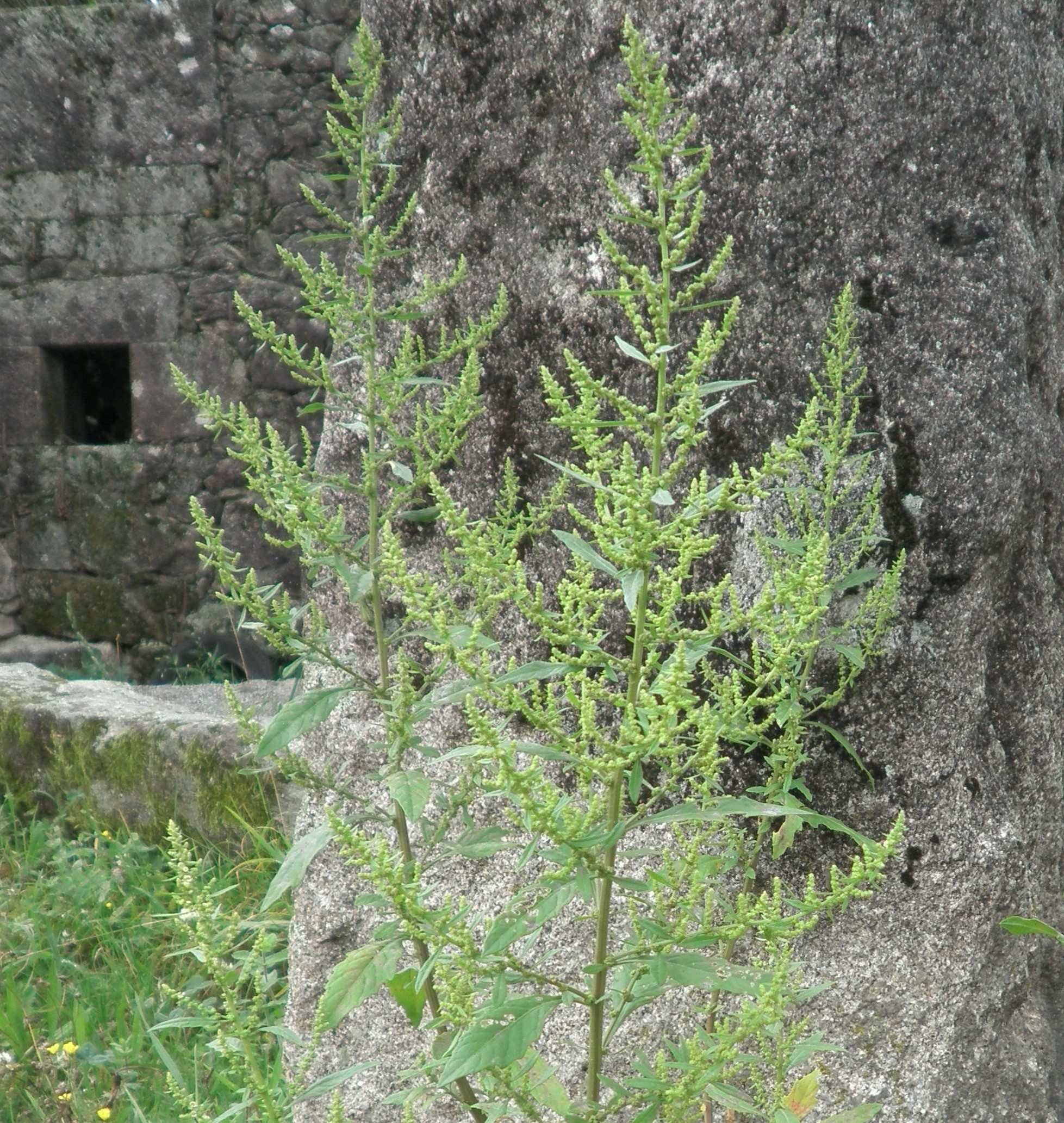
Merlík vonný
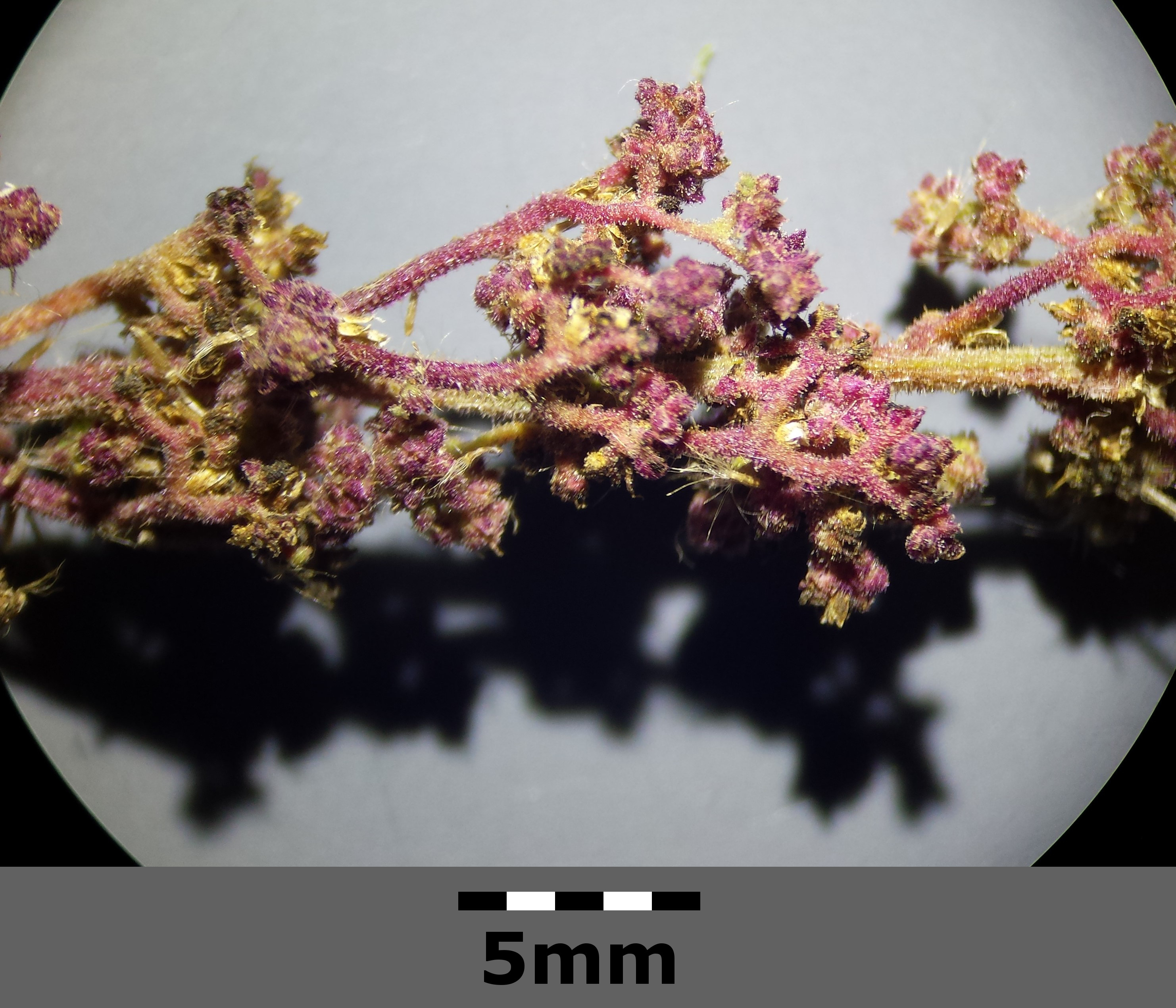
Merlík hroznový
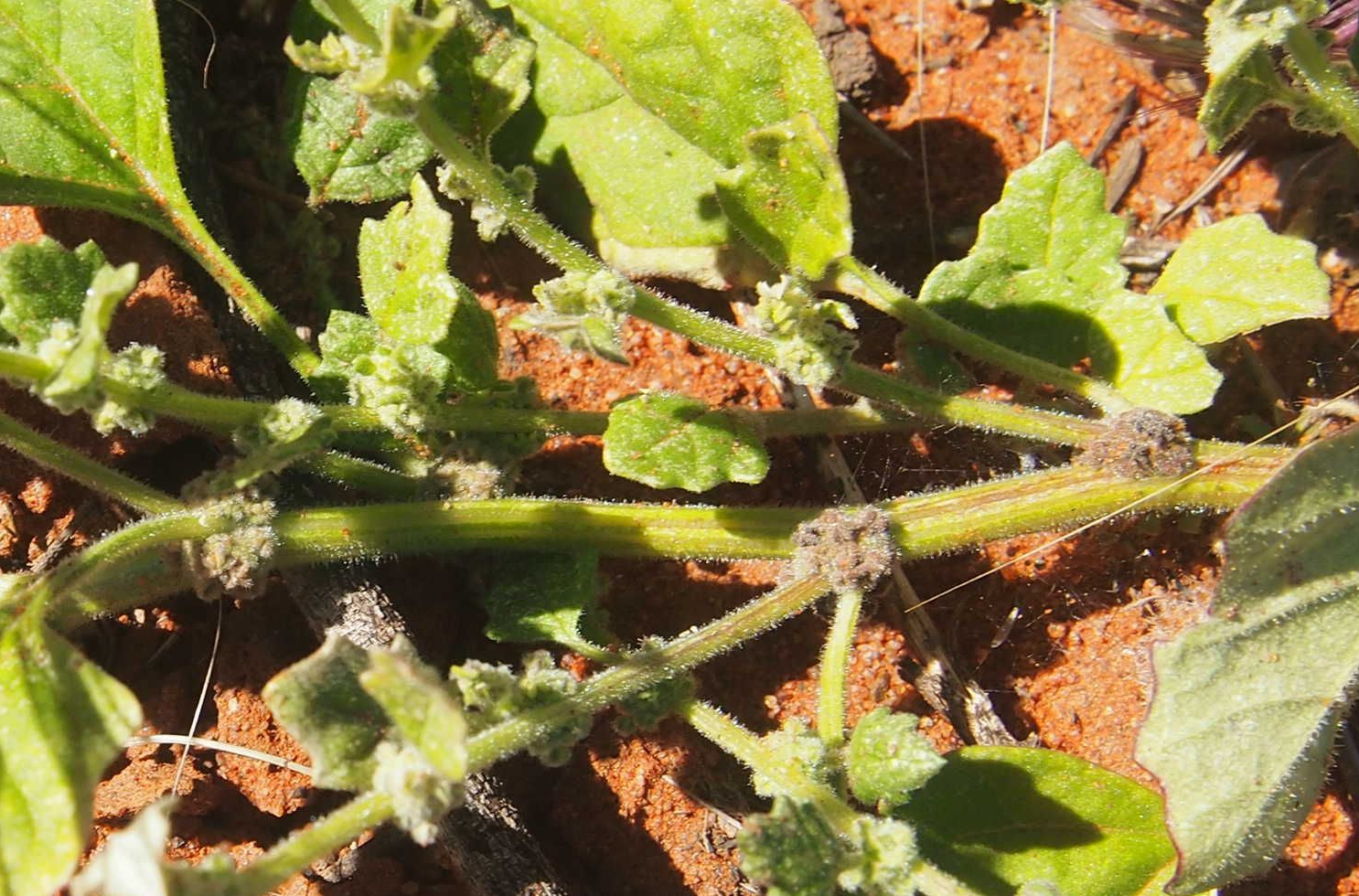
Merlík kýlnatý